# Брагин, Андрей Павлович
Андрей Павлович Брагин (род. 20 сентября 1979 года) — российский легкоатлет, специализирующийся в прыжках в длину. Чемпион России в помещении 1999 года.

## Биография
Андрей Павлович Брагин родился 20 сентября 1979 года. Тренировался под руководством Виктора Иосифовича Лескевича.
В 1999 году занял 8 место на Универсиаде в Пальме, а в 2003 году стал бронзовым призёром на Универсиаде в Тэгу. Неоднократный призёр различных региональных соревнований.
Завершил карьеру в 2007 году. Окончил кафедру спортивных дисциплин Саратовского государственного университета.

## Основные результаты

### Международные
| Год  | Соревнования | Место проведения  | Место | Результат |
| ---- | ------------ | ----------------- | ----- | --------- |
| 1999 | Универсиада  | Пальма, Испания   | 8     | 7,73 м    |
| 2003 | Универсиада  | Тэгу, Южная Корея | 3     | 8,04 м    |

### Национальные
| Год  | Соревнования                 | Место проведения | Дисциплина   | Место | Результат |
| ---- | ---------------------------- | ---------------- | ------------ | ----- | --------- |
| 1998 | Чемпионат России в помещении | Москва           | длина        | (q)   | 7,85 м    |
| 1998 | Чемпионат России             | Москва           | эст. 4×100 м | 2     | 43,01     |
| 1999 | Чемпионат России в помещении | Москва           | длина        | 1     | 8,16 м    |
| 2000 | Чемпионат России             | Тула             | длина        | (q)   | 7,51 м    |
| 2002 | Чемпионат России в помещении | Волгоград        | длина        | 11    | 7,22 м    |
| 2002 | Чемпионат России             | Чебоксары        | длина        | (q)   | 7,37 м    |
| 2003 | Чемпионат России в помещении | Москва           | длина        | 10    | 7,51 м    |
| 2003 | Чемпионат России             | Тула             | длина        | 3     | 8,12 м    |
| 2006 | Чемпионат России в помещении | Москва           | длина        | (q)   | 7,42 м    |